# 潘吉普伊湖
39°41′39″S 72°14′30″W / 39.69417°S 72.24167°W
潘吉普伊湖是智利的湖泊，位於該國南部，由河大區負責管轄，長29.78公里、寬14.81公里，面積117平方公里，海拔高度130米，湖岸線長度105公里，最大水深268米。

## 外部連結
- Satellite image of Panguipulle Lake （页面存档备份，存于）